# F/64
Die Group f/64 (Blende 64) wurde 1932 in San Francisco von Ansel Adams, Imogen Cunningham, John Paul Edwards, Sonya Noskowiak, Henry Swift, Willard van Dyke und Edward Weston gegründet. Der Name bezeichnet in der Fotografie die Blendenzahl 64, die eine sehr kleine Blende beschreibt und mit der eine besonders große Schärfentiefe erreicht wird. Es handelte sich um eine Gegenbewegung zu dem seinerzeit vorherrschenden Stil des Piktorialismus. Von Mitgliedern der Gruppe wurde zum Beispiel  das Zonensystem entwickelt.
Die Gruppe wandte sich mit „strengen“ eigenen Bildern gegen den „seichten Salonstil“ (Ansel Adams, Die Kamera, München 2000) und vertrat eine der straight photography ‚Reinen Fotografie‘ nahestehende Ästhetik. Mit der umfassenden Scharfzeichnung ihrer Motive löste sie sie aus der „Wirklichkeit“. Dabei nutzte die Gruppe f/64 auch den Kontaktabzug großformatiger Negative (8 Zoll × 10 Zoll) auf kontrastreichem, „hartem“ Hochglanzpapier. Skepsis bestand gegenüber der Retusche und anderen Manipulationen.

## Manifest
Auszug aus dem Manifest der Gruppe f/64, das 1932 bei einer Ausstellung im De Young Museum verteilt wurde:

„Vorrangige Zielsetzung der Gruppe ist es, in vielen Ausstellungen zu zeigen, was ihre Mitglieder für die besten photographischen Leistungen des Westens (der Vereinigten Staaten) halten.“

„Als reine Photographie gilt, was weder technisch, gestalterisch noch gedanklich Anleihen bei einer anderen Kunstform nimmt. Die Werke der "Pictorialisten" hingegen weisen Hörigkeit gegenüber Gesetzen der Kunst auf, die der Malerei und graphischen Darstellung direkt verbunden sind.“